# Дачне (Миргородський район)
Дачне (до 17 лютого 2016 — Радянська Да́ча) — село в Україні, в Сергіївській сільській громаді Миргородського району Полтавської області. Населення становить 28 осіб.
Після ліквідації Гадяцького району у липні 2020 року увійшло до Миргородського району.

## Географія
Село Дача розташоване на одному із витоків річки Татарка. На відстані 1 км розташоване село Качанове.
Поруч пролягає автомобільний шлях Т 1705.

## Історія
- 1922 — дата заснування.
- Село постраждало внаслідок геноциду українського народу, проведеного окупаційним урядом СРСР 1923—1933 та 1946–1947 роках.
- 2016 — село Радянська Дача перейменовано на Дачне[2].
- До 2016 року орган місцевого самоврядування — Качанівська сільська рада.

## Населення

### Мова
Розподіл населення за рідною мовою за даними перепису 2001 року:
| Мова       | Кількість | Відсоток |
| ---------- | --------- | -------- |
| українська | 27        | 96.43%   |
| російська  | 1         | 3.57%    |
| Усього     | 28        | 100%     |